# Mel Tillis
Lonnie Melvin Tillis, detto Mel (Pahokee, 8 agosto 1932 – Ocala, 19 novembre 2017), è stato un cantante statunitense.

## Biografia
Esponente di musica country, era il padre della cantante Pam Tillis.

## Discografia parziale
- 1966 - Stateside
- 1967 - Life Turned Her That Way
- 1967 - Mr. Mel
- 1968 - Let Me Talk to You
- 1968 - Something Special
- 1969 - Who's Julie
- 1969 - Mel Tillis Sings "Old Faithful"
- 1970 - She'll Be Hanging Round Somewhere
- 1970 - One More Time
- 1971 - The Arms of a Fool/Commercial Affection
- 1971 - Recorded Live at the Sam Houston Coliseum, Houston, Texas
- 1971 - Living and Learning (con Sherry Bryce)
- 1972 - Would You Want the World to End
- 1972 - I Ain't Never
- 1973 - Sawmill
- 1974 - Stomp Them Grapes
- 1974 - Let's Go All the Way Tonight (con Sherry Bryce)
- 1974 - Mel Tillis' Greatest Hits
- 1975 - The Best Way I Know How
- 1975 - The Best of Mel Tillis
- 1975 - Mel Tillis and the Statesiders
- 1975 - M-M-Mel
- 1976 - Welcome to Mel Tillis Country
- 1976 - Love Revival
- 1976 - The Best of Mel Tillis and the Statesiders
- 1977 - Heart Healer
- 1977 - Love's Troubled Waters
- 1977 - 24 Greatest Hits
- 1978 - I Believe in You
- 1979 - Are You Sincere
- 1979 - Mr. Entertainer
- 1979 - Me and Pepper
- 1980 - Your Body Is an Outlaw
- 1980 - Southern Rains
- 1980 - M-M-Mel Live
- 1981 - Mel and Nancy (con Nancy Sinatra)
- 1982 - It's a Long Way to Daytona
- 1982 - Greatest Hits
- 1983 - After All This Time
- 1984 - New Patches
- 1985 - California Road
- 1988 - New Patches
- 1988 - Big Balls in Cowtown
- 1993 - Beyond the Sunset
- 1998 - Old Dogs (con Bobby Bare, Waylon Jennings & Jerry Reed)
- 2001 - Wings of My Victory
- 2005 - The Father's Son
- 2010 - You Ain't Gonna Believe This